# 5124 Muraoka
5124 Muraoka eller 1989 CW är en asteroid i huvudbältet som upptäcktes den 4 februari 1989 av den japanska astronomen Tsutomu Seki vid Geisei-observatoriet. Den är uppkallad efter den japanske amatörastronomen Kenji Muraoka.
Asteroiden har en diameter på ungefär 4 kilometer.